# Avatar: The Way of Water
Avatar: The Way of Water är en amerikansk science fiction-film från 2022. Den är regisserad av James Cameron, som även har skrivit manus tillsammans med Rick Jaffa och Amanda Silver. Filmen är uppföljaren till Avatar från 2009 och den andra i Avatar-franchisen.
Filmen hade biopremiär i Sverige den 14 december 2022, utgiven av 20th Century Fox.
På Oscarsgalan 2023 vann Avatar: The Way of Water för Bästa specialeffekter. Den nominerades även för Bästa film, Bästa ljud och Bästa scenografi men förlorade mot Everything Everywhere All at Once, Top Gun: Maverick och På västfronten intet nytt.

## Handling
Jake Sully och Neytiri har bildat familj och gör allt de kan för att hålla ihop. Men när ett gammalt hot återvänder för att avsluta det de påbörjade, tvingas de lämna sitt hem och utforska de olika regionerna i Pandora.

## Rollista (i urval)
- Sam Worthington – Jake Sully
- Zoë Saldaña – Neytiri
- Sigourney Weaver – Kiri
- Kate Winslet – Ronal
- Cliff Curtis – Tonowari
- Giovanni Ribisi – Parker Selfridge
- Joel Moore – Dr. Norm Spellman
- Stephen Lang – Överste Miles Quaritch
- C.C.H. Pounder – Mo'at
- Edie Falco – General Frances Ardmore
- Jemaine Clement – Dr. Ian Garvin
- Jack Champion – Miles "Spider" Socorro

## Produktion
Filminspelningarna påbörjades den 25 september 2017 med en budget på $350–460 miljoner, vilket gör att filmen är en av de dyraste filmerna som någonsin gjorts. Efter ungefär tre år av både motion capture- och live-action-inspelning, och med ett kort uppehåll på grund av Covid-19-pandemin, meddelade Cameron i september 2020 att filmen var helt färdiginspelad.

## Uppföljare
The Way of Water är den första av fyra planerade uppföljare till Avatar från 2009. Avatar: Fire and Ash började spelas in den 25 september 2017, samtidigt som den här filmen, och är planerad att ha biopremiär i Sverige den 19 december 2025.